# Back and Forth (Hoodrich Pablo Juan e Gunna)
Back and Forth è un singolo del rapper statunitense Hoodrich Pablo Juan, pubblicato il 17 luglio 2017.

## Tracce
1. Back and Forth – 3:09